# Pražák (Vodňany)
Pražák je vesnice, část města Vodňany v okrese Strakonice v Jihočeském kraji. Nachází se asi 2,5 kilometru západně od Vodňan. Prochází tudy železniční trať Číčenice – Nové Údolí a také silnice II/141. Pražák leží v katastrálním území Vodňany o výměře 17,62 km².

## Historie
První písemná zmínka o vesnici pochází z roku 1574.

## Obyvatelstvo
| Rok            | 1869 | 1880 | 1890 | 1900 | 1910 | 1921 | 1930 | 1950 | 1961 | 1970 | 1980 | 1991 | 2001 | 2011 | 2021 |
| -------------- | ---- | ---- | ---- | ---- | ---- | ---- | ---- | ---- | ---- | ---- | ---- | ---- | ---- | ---- | ---- |
| Počet obyvatel | 345  | 339  | 323  | 334  | 309  | 316  | 329  | 323  | 312  | 288  | 245  | 204  | 221  | 317  | 300  |
| Počet domů     | 55   | 57   | 57   | 58   | 62   | 66   | 72   | 81   | 81   | 79   | 72   | 103  | 107  | 119  | 123  |

## Pamětihodnosti
- Výklenková kaplička Nejsvětější Trojice, na návsi
- Asi 700 metrů jihozápadním směrem od vesnice se nachází vodňanský židovský hřbitov založený v roce 1839.[7]
- Pomník obětem náletu, u lesa Koráz[8]
- Přírodní rezervace Záhorský rybník
- Zeyerův dub, památný strom na svatém břehu Záhorského rybníka[9]
- Heritesův dub, památný strom mezi silnicí a železniční tratí asi 150 metrů jihovýchodně od téhož rybníka[10]

## Galerie

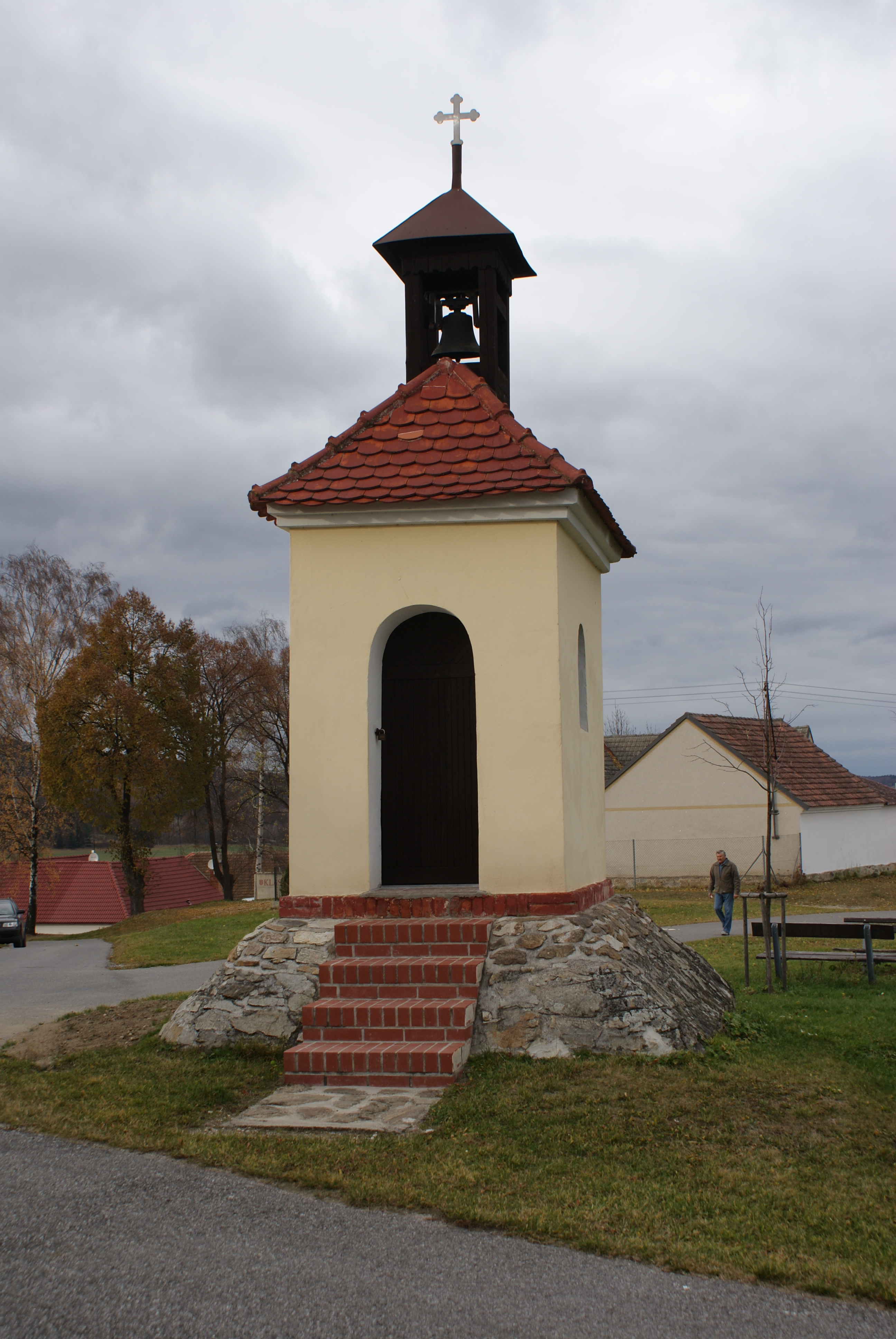
Kaplička
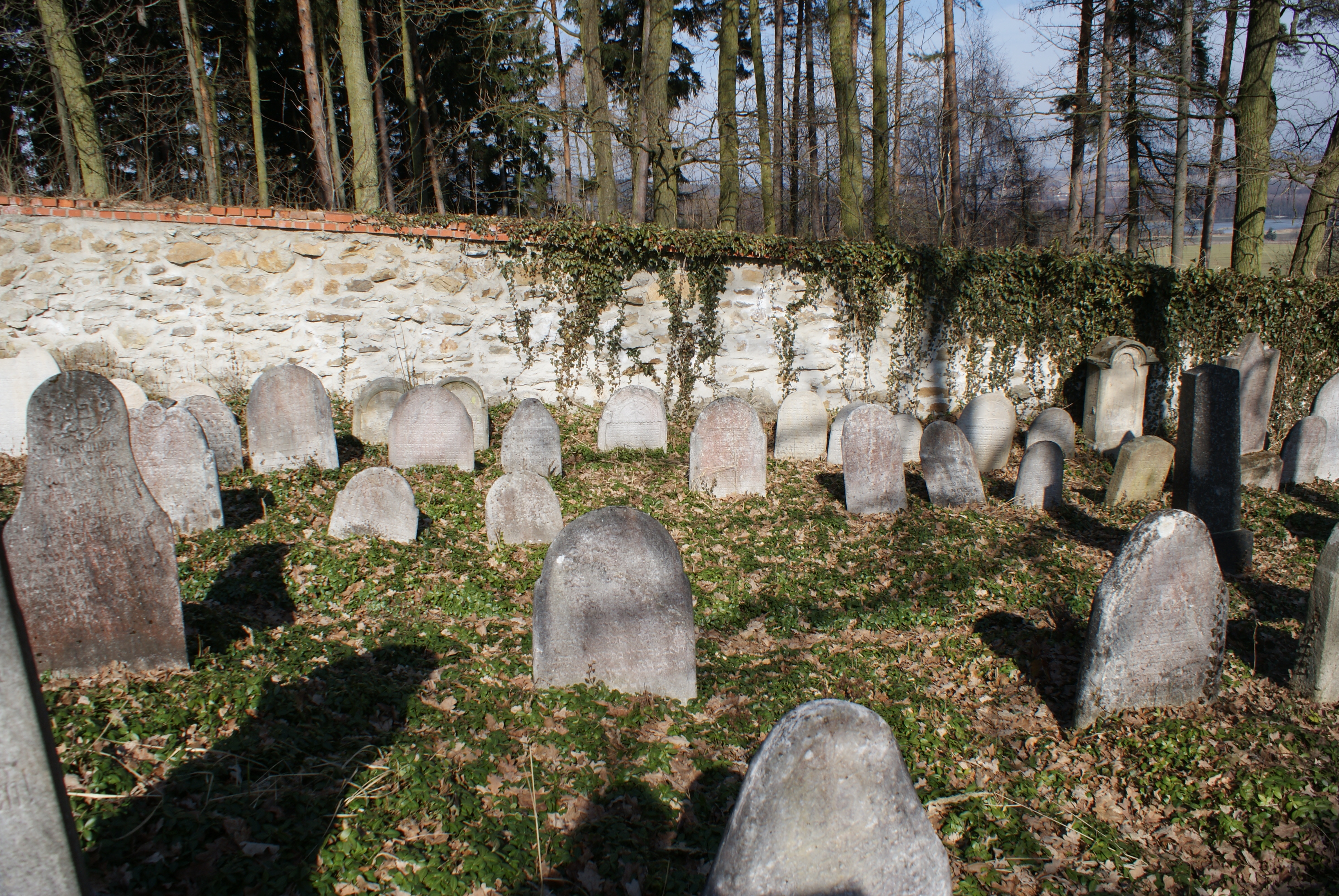
Židovský hřbitov
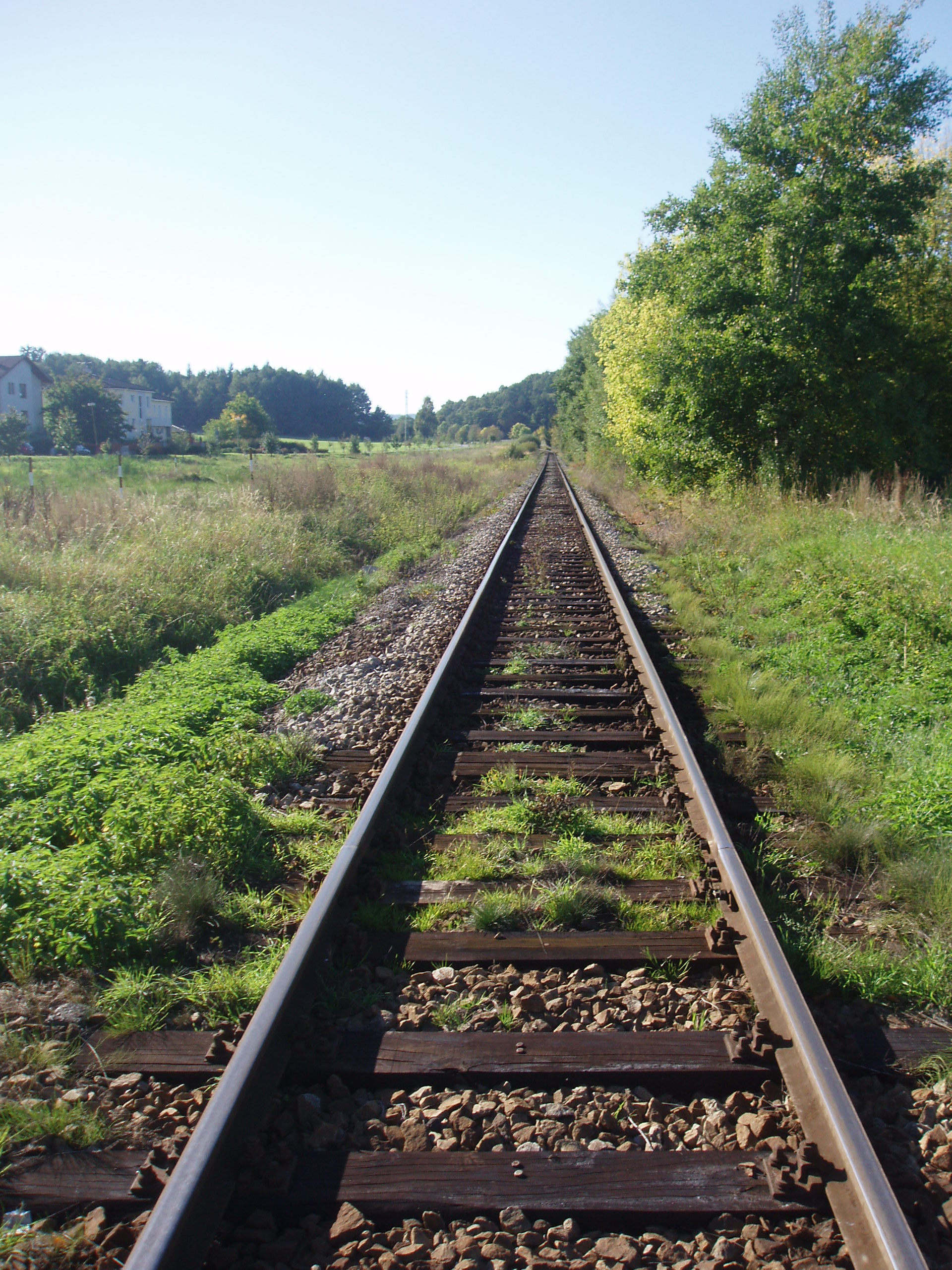
Železniční trať do Bavorova
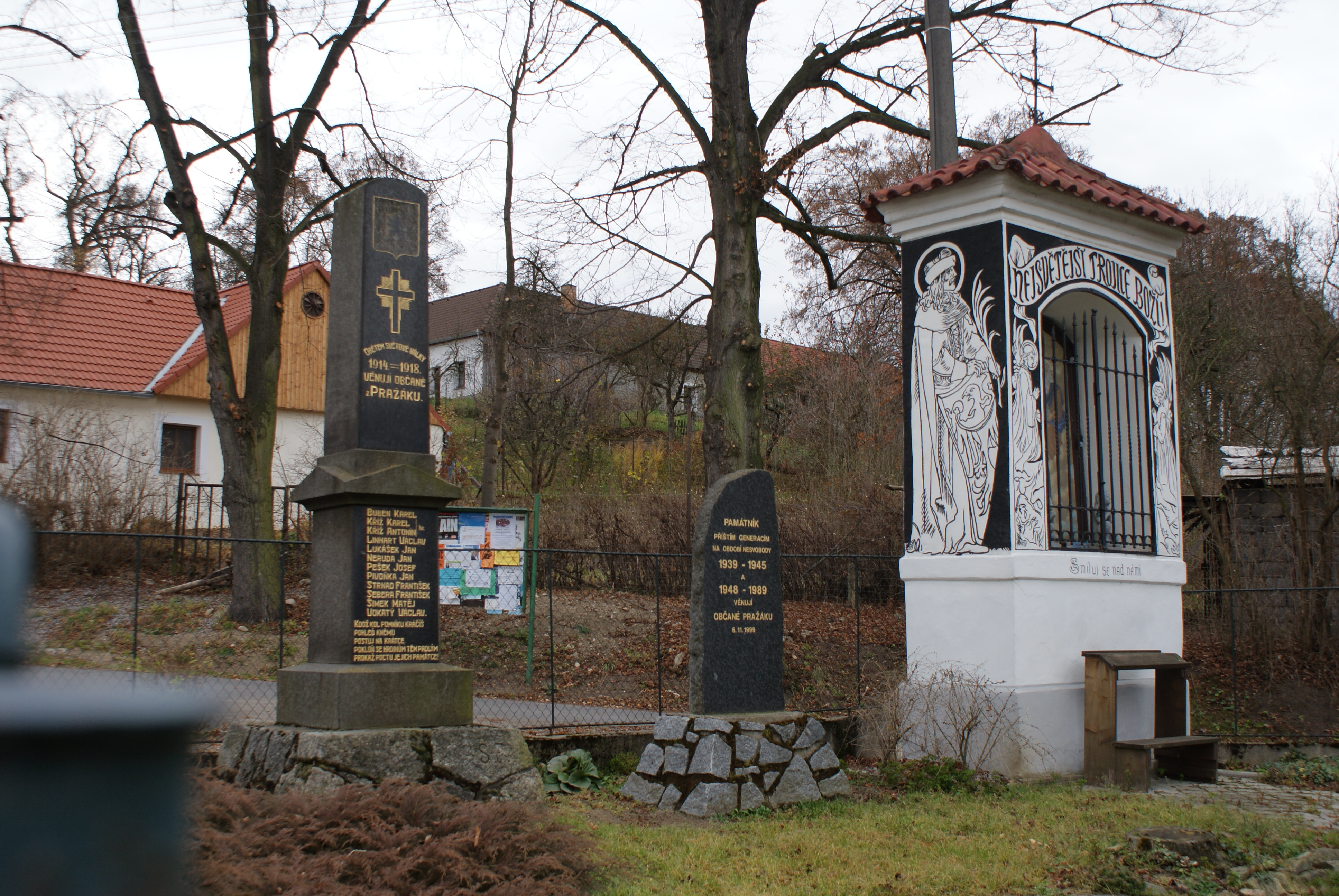
Pomníky obětem světových válek
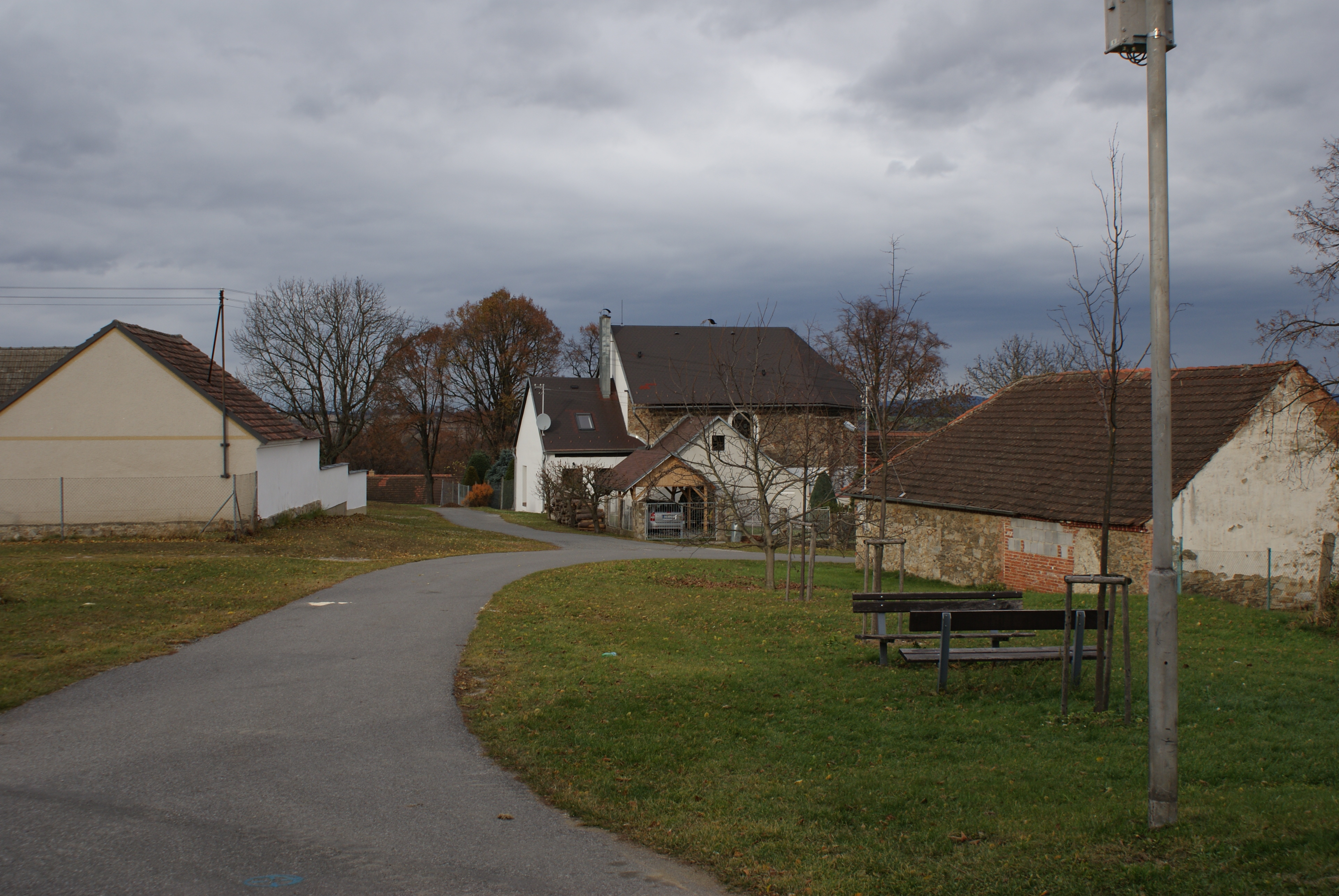
Chalupy